# ヒュンダイ・パヴィス
パヴィス（Pavise、朝: 파비스）は韓国の現代自動車が製造・販売する中型トラック（韓国の区分では準大型トラック）である。

## 初代（QV型、2019年 - ）

### 概要
当初はメガトラックおよびニューパワートラックの後継にあたる車種として計画されたが、発売前に計画変更があり予定されていたパヴィスの6×2シャシーの純正オプションが削除され、ニューパワートラックを継続生産することになったためメガトラックのみの後継にあたる車種となった。最大積載量は5.5 - 13.5トンで、車両総重量は15.5 - 17トン。パヴィスには6.8 Lディーゼルエンジンが搭載され、最高出力325 ps、最大トルク120 kg・mを発揮する。組み合わせられるトランスミッションはZF製12速AMTである。
車体側部に表記される6桁の数字は、前3桁はエンジン出力、後3桁は最大積載量/車両総重量を表している（例えばQV 325 170は325馬力・車両総重量17トン、QV 300 055は300馬力・最大積載量5.5トン）。後3桁の最大積載量と車両総重量が表記される違いは、工場で荷台を架装した状態で出荷される車両（完成品）が最大積載量で表記され、特装用のキャブ付シャシで出荷される車両（特装車）が車両総重量で表記される。
一般仕様（最大積載量5.5トン、車両総重量15.5トン）と高負荷仕様（最大積載量8.5トン以上、車両総重量17トン）の2種類のプラットフォーム、4×2仕様と6×2仕様の2種類の駆動方式をラインナップ。韓国市場では初となる5.5トン車をはじめ、8トン車、8.5トン車、11トン車、13.5トン車をラインナップして発売。15トン車はニューパワートラックとエクシエントがラインナップするため、ラインナップされなかったとみられる。
パヴィスのカタログはこれまでの現代自動車の商用車のカタログとは異なり縦長で、背景色は淡い青色となっている。
ドアはメガトラック・ニューパワートラックと共通で、スマートキーはグレンジャーIGと同様のデザインを採用する。グレンジャーIGのスマートキーからトランクの開閉ボタンのみ削除したもの。品番はグレンジャーIGは95440-G80004X、パヴィスは95810-6D700である。
釜山広域市消防災害本部が小型タンク車としてパヴィスを初導入した。これに伴い高頻度で導入が進められている。この状態が続けば、後に中型救助工作車も導入されるとみられる。

### 時系列
- 2019年4月3日 - 車名をニュージーランド特許庁に申請。
- 2019年8月 - ティーザー広告を公開。
- 2019年8月21日 - 車名判明。
- 8月29日 - キンテックス第1展示場にて開催されたトラック&バスビジネスフェアにて初公開[1][2][3]。特装車10台が展示された。
- 2019年9月 - 発売。
- 2021年 - 全ラインナップにアダプティブ・クルーズ・コントロールを標準装備。なお、MT仕様は減速のみ自動で行い、クラッチ操作はサポートしないため、減速する場合はドライバーがクラッチ操作をする必要がある。また、AT仕様も停車時および再発進時はサポートしないため、一定の速度以下に減速した時は、ドライバーが操作する必要がある。
- 2022年 - 特装車メーカーの韓国トミーが車両総重量最大24トン車の6×4仕様、8×4仕様をパヴィスバリュープラスとして販売開始。
- 2022年 - 全ラインナップの前輪と後輪にディスクブレーキを標準装備。
- 2023年3月31日 - 第14回ソウルモビリティショーにてフロントグリルをメタリックグレーに変更、ZF製8速パワーライン8AP1200型自動変速機を装備、6×2仕様カーゴ/キャブ付シャシをラインナップ、アオリ開閉補助装置、フルLEDテールランプ、被害軽減ブレーキ付後方衝突警告システムを搭載した時期型「ザ・ニューパヴィス」を展示。
- 2023年5月 - ザ・ニューパヴィスを販売開始。
- 2024年 - 起亜自動車によりファビスをベースにした軍用車両「中型標準車」か開発完了予定である。中型標準車はK-511とK-711の後継車である。標準仕様では、パヴィスの外観デザインを維持してフレームの補強を行い、防弾仕様は米軍が運用するFMTVと同様の外観デザインで設計される。

## 車名の由来
中世時代の兵士が使用した1.5mの大型な盾「パヴィース」に由来する。また、フロントグリルはこの盾をモチーフにしたものとみられる。
また、「実用的（Practical）、順応できる（Adaptable）、広い（Volume）、情報を伝える（Information）、安全（Safety）、経済的（Economical）な車」という意味で頭文字を取ったという説もある。